# Iridi natiu
L'iridi natiu és un mineral de la classe dels elements natius.

## Característiques
L'iridi natiu és l'ocurrència natural de l'iridi, amb fórmula química (Ir,Os,Ru). Cristal·litza en el sistema isomètric. La seva duresa a l'escala de Mohs oscil·la entre 6 i 7. L'iridi natural sovint conté quantitats diferents d'osmi, ruteni o platí. La definició actual de l'iridi incorpora les varietats «osmiridi» i «rutenosmiridi», totes dues amb iridi com a element dominant.
Segons la classificació de Nickel-Strunz, l'iridi natiu pertany a «01.AF: Metalls i aliatges de metalls, elements del grup del platí» juntament amb els següents minerals: osmi, ruteniridosmina, ruteni, pal·ladi, platí, rodi.